# Altopiano dei Ciukci

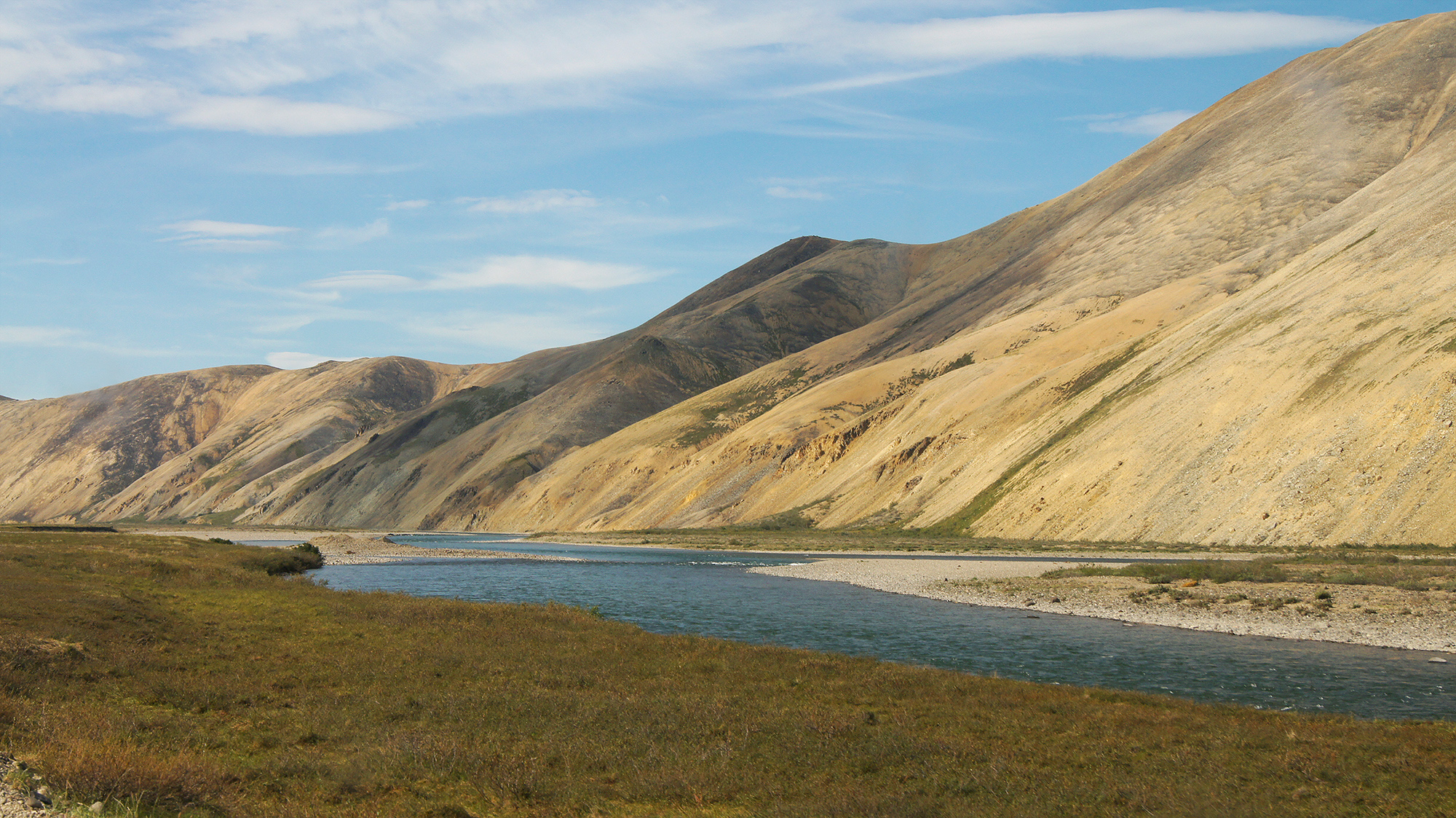
Il fiume Paljavaam

L'altopiano dei Ciukci (in russo Чуко́тское наго́рье?, Čukotskoe nagor'e) è un sistema montuoso situato nella parte nordorientale dell'estremo oriente russo; costituisce l'estrema parte settentrionale del vasto sistema di alteterre che costituisce la gran parte della Siberia orientale: gli Altopiani della Siberia Orientale.
Esteso per una larghezza di circa 450 chilometri, si compone di diverse catene montuose di altezza media (le maggiori sono i monti dell'Ėkiatap e i monti del Pegtymel'); la massima elevazione è di 1.822 metri, raggiunti nella sezione settentrionale. L'altopiano digrada a nord sulle coste del mare dei Ciukci, mentre si salda a sud alla catena dei monti Pekul'nej e all'altopiano dell'Anadyr'. Le catene settentrionali sono costituite prevalentemente da arenarie e scisti, mentre nelle sezioni meridionali dominano le rocce vulcaniche.
Hanno le loro sorgenti nell'altopiano vari fiumi, tra cui i maggiori sono l'Amguėma, il Paljavaam, lo Ėkiatap e il Pegtymel' fra quelli tributari del mare dei Ciukci (parte del mar Glaciale Artico), il Kančalan e lo Jurumkuveem fra quelli tributari dell'Anadyr' (e dunque del mare di Bering).
Il clima è artico, con temperature medie invernali che oscillano dai -15 °C ai -30 °C, mentre quelle estive vanno dai 3 °C ai 10 °C. Il manto vegetale è pertanto costituito, anche alle quote inferiori, dalla tundra, a causa della rigidità del clima e delle basse temperature estive; alle quote più elevate, dove le temperature restano sotto lo zero per tutto l'anno, si estendono aree senza vegetazione. Sempre a causa dell'estrema rigidità del clima, l'intera zona è pochissimo popolata e non esistono centri urbani di qualche rilievo.